# Étienne Cantacuzène
Étienne Cantacuzène, en roumain Ștefan II Cantacuzino (1675-1716), est un prince de Valachie ayant régné deux ans, de 1714 à 1716.

## Origine
Fils de Constantin Cantacuzène le Grand Stolnic, dit l'Historien, il est le neveu du prince Șerban Ier Cantacuzino et le cousin germain de Constantin II Brâncoveanu dont il contribue à la chute. C'est un membre de la dynastie phanariote des Cantacuzènes.

## Règne
Il est désigné prince de Valachie par la Sublime Porte après l'arrestation de Constantin II Brâncoveanu en 1714 mais il est lui-même destitué, arrêté avec sa femme, ses deux fils, Radu et Constantin et son père le 13 janvier 1716 puis conduit à Constantinople où il est immédiatement emprisonné.
Après avoir été dépouillés de leurs biens et torturés, Étienne Cantacuzène et son père Constantin sont finalement étranglés le 24 juin 1716 dans leur cachot sur ordre du sultan turc. Son successeur est Nicolae III Mavrocordat, un autre phanariote.

## Source
- Jean Michel Cantacuzene, Mille ans dans les Balkans, Paris, Éditions Christian, 1992